# 里诺·莱斯德利
里诺·莱斯德利（義大利語：Lino Lacedelli，1925年12月4日—2009年11月20日）是一位意大利登山家，于1954年7月31日，同队友阿奇里·科帕哥罗尼一起成功首登海拔8611米的世界第二高峰－乔戈里峰。